# Shaolin Kloster
Shaolin Kloster eller Shaolin Temple (kinesisk: 少林寺; pinyin: Shǎolín Sì) er et Chan buddhistisk tempel i bydistriktet Dengfeng nær byen Zhengzhou, hovedstaden i provinsen Henan i det centrale Kina. Navnet henviser til de skove (kinesisk: 林; pinyin: lín) i Shaoshi (kinesisk: 少室; pinyin: Shǎo Shì) bjerg, en af de fem toppe af Song bjerge (kinesisk: 嵩山; pinyin: Sōng Shān).
Shaolin Klosteret er kendt som hjemstedet til Shaolin kung fu er en af de mest traditionelle kung fu stilarter, og Chan buddhisme, en af de største skoler i kinesisk og japansk buddhisme. Både kampsport stil og den buddhistiske skole har senere spredt sig til store dele af verden.
Shaolin Kloster og dets Pagodaskoven ved Shaolin blev indskrevet som en UNESCO's Verdensarvsliste i 2010 som en del af de "Historiske monumenter i Dengfeng" 